# 侯作吾
侯作吾（1910年—1963年），名卓，又名遇辰，四川省營山縣四喜鄉人，蜀派古琴演奏家。1933年自上海美專畢業，曾赴日本東京美術學校留學。先後任教於中央音樂學院、上海音樂學院、四川音樂學院。
其音樂節奏緊湊、指法純熟老到，能彈〈高山流水〉、〈秋鴻〉、〈胡笳〉、〈水仙操〉、〈瀟湘水雲〉、〈憶故人〉、〈普庵咒〉、〈猿鶴雙清〉、〈醉漁唱晚〉、〈漁樵問答〉等曲，其中〈猿鶴雙清〉為自行打譜；〈高山流水〉原已分為兩曲，侯作吾將二曲合一，並以此曲聞名。
任教天津中央音樂學院期間，曾和楊蔭瀏、曹安和二人攜帶鋼絲錄音機至北京向琴人錄音，作為教學及作曲之用。
琴家呂振原、作曲家蘇漢興為其學生。

## 著作
- 《古琴曲彙編》（中央音樂學院民族音樂研究所叢刊），與楊蔭瀏合編，音樂出版社，1956年出版。為首部將古琴譜譯為五線譜之出版品。[3]

## 錄音
| 曲目                                              | 收錄專輯                | 發行年份 | 發行公司               | 備註 |
| ------------------------------------------------- | ----------------------- | -------- | ---------------------- | ---- |
| 〈高山流水〉                                      | 《中國音樂大全‧古琴卷》 | 1994     | 中國唱片               |      |
| 〈高山流水〉 〈醉漁唱晚〉 〈普庵咒〉 〈漁樵問答〉 | 《絲桐神品》            | 2019     | 人民音樂電子音像出版社 |      |

## 外部連結
- YouTube上的〈高山流水〉，侯作吾彈奏，收錄於《中國音樂大全‧古琴卷》